# Judo-Grand-Slam-Turnier in Tiflis
Das Grand-Slam-Turnier in Tiflis ist ein Judo-Turnier in Tiflis. Es fand 2021 zum ersten Mal statt.

## Vorgeschichte
Von 1989 bis 1993 und von 1997 bis 2000 fand in Tiflis ein internationales Judoturnier statt.  Von 2001 bis 2004 wurde das Turnier als Turnier der Klasse A ausgetragen. Von 2005 bis 2012 gehörte das Turnier zum Weltcup. 2013 fiel das Turnier aus, da in Tiflis die European Open ausgetragen wurden. Von 2014 bis 2019 firmierte das Turnier als Grand-Prix-Turnier.  Nachdem wegen der COVID-19-Pandemie mehrere Judo-Grand-Slam-Turniere nicht ausgetragen wurden, wertete die International Judo Federation das Turnier in Tiflis zum Grand-Slam-Turnier auf.

## Siegerliste des Turniers 2021
Das erste Grand-Slam-Turnier in Tiflis fand vom 26. bis zum 28. März 2021 statt.  Es waren 464 Judoka aus 80 Ländern gemeldet. Wegen der Pandemie waren in der Ausschreibung besondere Regeln zu Testergebnissen verlangt.
| Gewichtsklasse     | Männer                      | Land       | Frauen                      | Land        |
| ------------------ | --------------------------- | ---------- | --------------------------- | ----------- |
| Superleichtgewicht | Temur Nozadze               | Georgien   | Mönchbatyn Urantsetseg      | Mongolei    |
| Halbleichtgewicht  | Sardor Nurillayev           | Usbekistan | Odette Giuffrida            | Italien     |
| Leichtgewicht      | Tsend-Otschiryn Tsogtbaatar | Mongolei   | Nora Gjakova                | Kosovo      |
| Halbmittelgewicht  | Sami Chouchi                | Belgien    | Catherine Beauchemin-Pinard | Kanada      |
| Mittelgewicht      | Marcus Nyman                | Schweden   | Maria Portela               | Brasilien   |
| Halbschwergewicht  | Shady El Nahas              | Kanada     | Natascha Ausma              | Niederlande |
| Schwergewicht      | Gela Zaalischvili           | Georgien   | Xu Shiyan                   | China       |

## Siegerliste des Turniers 2022
Das zweite Grand-Slam-Turnier in Tiflis fand vom 3. bis zum 5. Juni 2022 statt.  Es waren 278 Judoka aus 36 Ländern gemeldet.
| Gewichtsklasse     | Männer                   | Land     | Frauen            | Land        |
| ------------------ | ------------------------ | -------- | ----------------- | ----------- |
| Superleichtgewicht | Temur Nozadze            | Georgien | Melanie Clement   | Frankreich  |
| Halbleichtgewicht  | Denis Vieru              | Moldau   | Distria Krasniqi  | Kosovo      |
| Leichtgewicht      | Lascha Schawdatuaschwili | Georgien | Mimi Huh          | Südkorea    |
| Halbmittelgewicht  | Lee Joon-hwan            | Südkorea | Inbal Shemesh     | Israel      |
| Mittelgewicht      | Beka Ghwiniaschwili      | Georgien | Sanne van Dijke   | Niederlande |
| Halbschwergewicht  | Onise Saneblidze         | Georgien | Anna-Maria Wagner | Deutschland |
| Schwergewicht      | Gela Zaalischvili        | Georgien | Julia Tolofua     | Frankreich  |

## Siegerliste des Turniers 2023
Das dritte Grand-Slam-Turnier in Tiflis fand vom 24. bis zum 26. März 2023 statt.  Es waren 419 Judoka aus 61 Ländern gemeldet.
| Gewichtsklasse     | Männer                    | Land          | Frauen             | Land                   |
| ------------------ | ------------------------- | ------------- | ------------------ | ---------------------- |
| Superleichtgewicht | Turan Bayramov            | Aserbaidschan | Milica Nikolić     | Serbien                |
| Halbleichtgewicht  | Kubanychbek Aibek Uulu    | Kirgisistan   | Diyora Keldiyorova | Usbekistan             |
| Leichtgewicht      | Batdsajaagiin Erdenebajar | Mongolei      | Marica Perišić     | Serbien                |
| Halbmittelgewicht  | Wachid Borchashvili       | Österreich    | Lucy Renshall      | Vereinigtes Königreich |
| Mittelgewicht      | Lascha Bekauri            | Georgien      | Elisavet Teltsidou | Griechenland           |
| Halbschwergewicht  | Ilia Sulamanidse          | Georgien      | Anna-Maria Wagner  | Deutschland            |
| Schwergewicht      | Gela Zaalischvili         | Georgien      | Raz Hershko        | Israel                 |

## Siegerliste des Turniers 2024
Das vierte Grand-Slam-Turnier in Tiflis fand vom 22. bis zum 24. März 2024 statt.  Es waren 531 Judoka aus 83 Ländern gemeldet. Russische Judoka nahmen unter neutraler Flagge teil.
| Gewichtsklasse     | Männer                   | Land       | Frauen                      | Land        |
| ------------------ | ------------------------ | ---------- | --------------------------- | ----------- |
| Superleichtgewicht | Nurkanat Serikbajew      | Kasachstan | Lee Hyek-yeong              | Südkorea    |
| Halbleichtgewicht  | Iwan Tschernik           | Russland   | Ariane Toro                 | Spanien     |
| Leichtgewicht      | Lascha Schawdatuaschwili | Georgien   | Eteri Liparteliani          | Georgien    |
| Halbmittelgewicht  | Timur Arbusow            | Russland   | Catherine Beauchemin-Pinard | Kanada      |
| Mittelgewicht      | Lascha Bekauri           | Georgien   | Barbara Matić               | Kroatien    |
| Halbschwergewicht  | Nikoloz Sherazadishvili  | Spanien    | Julija Kurtschenko          | Ukraine     |
| Schwergewicht      | Guram Tuschischwili      | Georgien   | Renée Lucht                 | Deutschland |

## Siegerliste des Turniers 2025
Das fünfte Grand-Slam-Turnier in Tiflis fand vom 21. bis zum 23. März 2025 statt. Es waren 385 Judoka aus 52 Ländern gemeldet. Russische Judoka nahmen unter neutraler Flagge teil.
| Gewichtsklasse     | Männer                   | Land       | Frauen                      | Land       |
| ------------------ | ------------------------ | ---------- | --------------------------- | ---------- |
| Superleichtgewicht | Luka Mkheidze            | Frankreich | Narantsetseg Ganbaatar      | Mongolei   |
| Halbleichtgewicht  | Abrek Naguschew          | Russland   | Amandine Buchard            | Frankreich |
| Leichtgewicht      | Lascha Schawdatuaschwili | Georgien   | Eteri Liparteliani          | Georgien   |
| Halbmittelgewicht  | Vedat Albayrak           | Türkei     | Catherine Beauchemin-Pinard | Kanada     |
| Mittelgewicht      | Umar Bozorov             | Usbekistan | Szofi Özbas                 | Ungarn     |
| Halbschwergewicht  | Anton Sawytskij          | Ukraine    | Metka Lobnik                | Slowenien  |
| Schwergewicht      | Inal Tassojew            | Russland   | Romane Dicko                | Frankreich |